# Вільям Негрі
Вільям Негрі (італ. William Negri, 30 липня 1935, Баньоло-Сан-Віто — 26 червня 2020, Мантуя) — італійський футболіст, що грав на позиції воротаря, зокрема за клуби «Мантова» та «Болонья», а також національну збірну Італії. По завершенні ігрової кар'єри — тренер.

## Клубна кар'єра
Народився 30 липня 1935 року в місті Баньоло-Сан-Віто. Вихованець юнацьким команд «Говернолезе» та «Індоміта Мантова».
У дорослому футболі дебютував 1952 року виступами за «Говернолезе».
За два роки перейшов до «Мантова», у складі якої поступово став основним воротарем і захищав її кольори протягом наступних десяти років.
1963 року приєднався до «Болоньї», де також відразу став основною опцією тренерського штабу на голкіперській позиції і в першому ж сезоні допоміг новій команді здобути титул чемпіона Італії.
Протягом 1967—1968 років захищав кольори команди «Ланероссі», після чого протягом сезону був резервним голкіпером друголігового «Дженоа».

## Виступи за збірну
1962 року дебютував в офіційних матчах у складі національної збірної Італії.
Загалом протягом кар'єри у національній команді, яка тривала чотири роки, провів у її формі 12 матчів, пропустивши 9 голів.

## Кар'єра тренера
Розпочав тренерську кар'єру 1970 року, увійшовши до тренерського штабу клубу «Мантова», де опікувався підготовкою воротарів. Згодом протягом 1972–1973 років був головним тренером команди клубу.
В подальшому працював із низкою нижчолігових команд, після чого став тренером воротарів у «Модені», а протягом 1988–1989 років був її головним тренером.
Помер 26 червня 2020 року на 85-му році життя у місті Мантуя.
| Дата       | Місто     | Господарі | Результат | Гості          | Турнір            | Голи | Примітки |
| ---------- | --------- | --------- | --------- | -------------- | ----------------- | ---- | -------- |
| 11-11-1962 | Відень    | Австрія   | 1 – 2     | Італія         | товариський матч  | -1   |          |
| 2-12-1962  | Болонья   | Італія    | 6 – 0     | Туреччина      | Відбір до ЧЄ 1964 | -    |          |
| 13-10-1963 | Москва    | СРСР      | 2 – 0     | Італія         | Відбір до ЧЄ 1964 | -2   |          |
| 11-4-1964  | Флоренція | Італія    | 0 – 0     | Чехословаччина | товариський матч  | -    |          |
| 10-5-1964  | Лозанна   | Швейцарія | 1 – 3     | Італія         | товариський матч  | -1   |          |
| 5-12-1964  | Болонья   | Італія    | 3 – 1     | Данія          | товариський матч  | -1   |          |
| 13-3-1965  | Гамбург   | ФРН       | 1 – 1     | Італія         | товариський матч  | -1   |          |
| 18-4-1965  | Варшава   | Польща    | 0 – 0     | Італія         | Відбір до ЧС 1966 | -    |          |
| 16-6-1965  | Мальме    | Швеція    | 2 – 2     | Італія         | товариський матч  | -2   |          |
| 23-6-1965  | Гельсінкі | Фінляндія | 0 – 2     | Італія         | Відбір до ЧС 1966 | -    |          |
| 1-11-1965  | Рим       | Італія    | 6 – 1     | Польща         | Відбір до ЧС 1966 | -1   |          |
| 9-11-1965  | Глазго    | Шотландія | 1 – 0     | Італія         | Відбір до ЧС 1966 | -    |          |
| Усього     |           | Матчів    | 12        |                | Голів             | -10  |          |

## Титули і досягнення
- Чемпіон Італії (1):

«Болонья»: 1963-1964